# (10015) Valenlebedev
(10015) Valenlebedev – planetoida z pasa głównego asteroid okrążająca Słońce w ciągu 3 lat i 99 dni w średniej odległości 2,21 au. Została odkryta 27 września 1978 roku w Krymskim Obserwatorium Astrofizycznym w Naucznym na Półwyspie Krymskim przez Ludmiłę Czernych. Nazwa planetoidy pochodzi od Walentina Lebiediewa, radzieckiego kosmonauty. Przed nadaniem nazwy planetoida nosiła oznaczenie tymczasowe (10015) 1978 SA5.